# Saghamo
Saghamo (საღამოს ტბა) je jezero v Gruzii. Nachází se u města Gamdzani v kraji Samcche-Džavachetie nedaleko hranice s Arménií. Má tvar lichoběžníku, rozlohu 4,8 km² a maximální hloubku 2,3 m. Leží v nadmořské výšce 1996 m a jeho povodí má rozlohu 528 km². Jezerem protéká řeka Paravani. Stav vody je nejvyšší v květnu a nejnižší v září. Zdrojem vody jsou dešťové a sněhové srážky i podzemní prameny. V zimě jezero zamrzá minimálně na čtyři měsíce. Název Saghamo znamená v gruzínštině „večerní jezero“.